# Europejska Przestrzeń Badawcza

Logo Europejskiej Przestrzeni Badawczej

Europejska Przestrzeń Badawcza (ang. European Research Area, ERA) – inicjatywa Unii Europejskiej (UE) mająca na celu integrację potencjału naukowego i technologicznego w UE. Koncepcja Europejskiej Przestrzeni Badawczej stanowi nadrzędną strategię europejskiej polityki badawczej. Celem jest umożliwienie naukowcom swobodnego przemieszczania się w UE oraz swobodnego przepływu wiedzy i technologii. Państwa członkowskie UE i Komisja Europejska koordynują działania na rzecz skutecznego i spójnego podejścia do polityki badawczej. Należy wspierać badania naukowe i innowacje w celu wniesienia wkładu w Europejski Zielony Ład (Green Deal) i w sprostania głównym wyzwaniom społecznym. Ważnym instrumentem realizacji Europejskiej Przestrzeni Badawczej są Programy Ramowe UE w zakresie badań i rozwoju. Od 1984 roku Komisja Europejska prowadzi wieloletnie programy ramowe w zakresie badań i innowacji (obecnie Horyzont Europa) w celu promowania wielonarodowej współpracy w kluczowych obszarach badań medycznych, ekologicznych, przemysłowych czy społeczno-ekonomicznych. Oprócz wsparcia finansowego w ramach programów ramowych Europejska Przestrzeń Badawcza ma na celu poprawę otoczenia politycznego dla konkurencyjnych badań i innowacji poprzez jednolite warunki ramowe.

## Historia Europejskiej Przestrzeni Badawczej
Polityka badawcza UE jest tak stara jak sama Unia Europejska. W 1952 roku zdecydowano się na współpracę w dziedzinie polityki energetycznej. Idea rzeczywistej europejskiej przestrzeni badawczej sięga czasów ówczesnego unijnego komisarza ds. badań Ralfa Dahrendorfa. Już w latach 70. rozwinął on wizję europejskiego obszaru wiedzy, który przekracza granice państwowe i zapewnia dobrą równowagę między współpracą a konkurencją. Komisja Europejska oficjalnie zainicjowała Europejską Przestrzeń Badawczą w 2000 r. W komunikacie formułowana jest idea europejskiego „wewnętrznego rynku badań”, w ramach którego naukowcy, wiedza i technologie mogą swobodnie się przemieszczać. Dąży się również do lepszej koordynacji krajowych polityk badawczych. Wspólna europejska polityka badawcza powinna zapobiegać pozostawaniu badań europejskich w tyle za konkurencją w USA, Japonii i innych krajach. Cel konkurencyjności został określony w traktacie lizbońskim w 2009 r., a realizacja europejskiej przestrzeni badawczej została również zakotwiczona w prawie pierwotnym.

### Priorytety ERA
W 2012 r. w ramach ogólnounijnej wspólnej polityki badawczej wyznaczono sześć priorytetów:
1. Zwiększenie efektywności krajowych systemów badawczych
2. Zwiększona współpraca ponadnarodowa i konkurencyjność
3. Otwarty rynek pracy dla naukowców
4. Równość płci i uwzględnianie problematyki płci w badaniach
5. Optymalny obieg, dostęp do i transfer wiedzy naukowej
6. Współpraca międzynarodowa

Wdrażanie Europejskiej Przestrzeni Badawczej i sześciu priorytetów zostało odnotowane w sprawozdaniach z postępów ERA. Sprawozdanie z postępów za 2018 r. wykazało spowolnienie we wdrażaniu. Dało to możliwość zainicjowania kompleksowej reorientacji europejskiej przestrzeni badawczej. Podczas niemieckiej prezydencji w Radzie UE w 2020 r. uzgodniono nowy cel ERA. „Nowa Era” powinna być w stanie sprostać zmienionym warunkom, takim jak cyfryzacja, oraz podjąć zmieniającą się rolę nauki w społeczeństwie. Doskonałość naukowa jest ważnym elementem wspólnej europejskiej przestrzeni badawczej jako cel. Jednocześnie jednak świadomie słabsze regiony Europy mają być promowane i włączane w sieci naukowe.

## Inwestycje w badania i innowacje
Państwa członkowskie UE wyznaczyły sobie, że na inwestycje w badania i innowacje powinny przeznaczać 3% swojego produktu krajowego brutto (PKB). Ta kwota na badania stanowi kluczowy wskaźnik ekonomiczny, który wskazuje na koszty badań i rozwoju jako procent produktu krajowego brutto (PKB). Europejska średnia wynosząca 3% nie została jeszcze osiągnięta.
Średnie: strefa euro (19): 2,23, (27): 2.2
| Pozycja | Państwo          | Wydatki na badania i rozwój jako procent PKB (2019) |
| ------- | ---------------- | --------------------------------------------------- |
| 1.      | Szwecja          | 3,39                                                |
| 2.      | Austria          | 3,19                                                |
| 3.      | Niemcy           | 3,17                                                |
| 4.      | Dania            | 2,96                                                |
| 5.      | Belgia           | 2,89                                                |
| 6.      | Finlandia        | 2,79                                                |
| 7.      | Francja          | 2,19                                                |
| 8.      | Holandia         | 2,16                                                |
| 9.      | Słowenia         | 2,04                                                |
| 10      | Republika Czeska | 1,94                                                |
| 11.     | Estonia          | 1,61                                                |
| 12.     | Węgry            | 1,48                                                |
| 13.     | Włochy           | 1,45                                                |
| 14      | Portugalia       | 1,40                                                |
| 15      | Polska           | 1,32                                                |
| 16      | Grecja           | 1,27                                                |
| 17      | Hiszpania        | 1,25                                                |
| 18      | Luksemburg       | 1,19                                                |
| 19      | Chorwacja        | 1,11                                                |
| 20      | Litwa            | 0,99                                                |
| 21      | Bułgaria         | 0,84                                                |
| 22      | Słowacja         | 0,83                                                |
| 23      | Irlandia         | 0,78                                                |
| 24      | Łotwa            | 0,64                                                |
| 25      | Cypr             | 0,63                                                |
| 26      | Malta            | 0,61                                                |
| 27      | Rumunia          | 0,48                                                |

(Źródło: Eurostat)